# Crossotus pseudostypticus
Crossotus pseudostypticus là một loài bọ cánh cứng trong họ Cerambycidae.